# Tczyca (gmina)
Tczyca – dawna gmina wiejska istniejąca do 1954 roku w woj. kieleckim i woj. krakowskim. Siedzibą władz gminy była Tczyca. 
W okresie międzywojennym gmina Tczyca należała do powiatu miechowskiego w woj. kieleckim. 1 kwietnia 1930 część obszaru gminy Tczyca weszła w skład nowej gminy Chodów. Po wojnie gmina przez bardzo krótki czas zachowała przynależność administracyjną, lecz już 1 kwietnia 1945 została wraz z całym powiatem miechowskim przyłączona do woj. krakowskiego.
Według stanu z dnia 1 lipca 1952 gmina składała się z 9 gromad: Dąbrowiec, Jelcza, Jeżówka, Kępie, Marcinkowice, Pogwizdów, Swojczany, Tczyca i Wierzbie. Jednostka została zniesiona 29 września 1954 wraz z reformą wprowadzającą gromady w miejsce gmin. Po reaktywowaniu gmin z dniem 1 stycznia 1973 gminy Tczyca nie przywrócono, a jej dawny obszar wszedł głównie w skład nowej gminy Charsznica w tymże powiecie.